# Суперкубок Сан-Марино по футболу
Суперку́бок Сан-Мари́но по футбо́лу (итал. Supercoppa Sammarinese) — футбольное соревнование, проводящееся между победителем чемпионата Сан-Марино и обладателем Кубка Сан-Марино по футболу. Официальный розыгрыш этого трофея начался с 1986 года.
До 2012 года за трофей сражались не только чемпион и обладатель Кубка, но и финалисты данных турниров. Кроме того, он имел другое название — «Трофео Федерале» (итал. Trofeo Federale).

## Победители

### Трофео Федерале
| - 1986 Ла Фиорита - 1987 Ла Фиорита - 1988 Виртус - 1989 Либертас - 1990 Доманьяно - 1991 Тре Фьори - 1992 Либертас - 1993 Тре Фьори - 1994 Фаэтано - 1995 Космос - 1996 Либертас - 1997 Фольгоре/Фальчано - 1998 Космос | - 1999 Космос - 2000 Фольгоре/Фальчано - 2001 Доманьяно - 2002 Кайлунго - 2003 Пеннаросса - 2004 Доманьяно - 2005 Тре Пенне - 2006 Мурата - 2007 Ла Фиорита - 2008 Мурата - 2009 Мурата - 2010 Тре Фьори - 2011 Тре Фьори |

### Суперкубок
| Год  | Победитель | Дата | Чемпион Сан-Марино | Обладатель Кубка | Результат | Место | |
| ---- | --- | --- | --- | --- | --- | --- | --- |
| 2012 | Ла Фиорита (4) | 3 октября 2012 | Тре Пенне | Ла Фиорита | 0-1 | Сан-Марино Фьорентино, Stadio Federico Crescentini                                                                      | |
| 2013 | Тре Пенне (2) | 31 августа 2013 | Тре Пенне | Ла Фиорита | 2-1 | Сан-Марино Фьорентино, Stadio Federico Crescentini                                                                      | |
| 2014 | Либертас (4) | 17 сентября 2014 | Ла Фиорита | Либертас | (3-3) 7-8 (пен.) | Сан-Марино Фьорентино, Stadio Federico Crescentini                                                                      | |
| 2015 | Фольгоре/Фальчано (3)                                                                                                   | 28 октября 2015 | Фольгоре/Фальчано | Мурата | 2-0 | Сан-Марино Фьорентино, Stadio Federico Crescentini                                                                      | |
| 2016 | Тре Пенне (3) | 21 сентября 2016 | Тре Пенне | Ла Фиорита | 2-1 | Сан-Марино Фьорентино, Stadio Federico Crescentini                                                                      | |
| 2017 | Тре Пенне (4) | 20 сентября 2017 | Ла Фиорита | Тре Пенне | 0-4 | Сан-Марино Фьорентино, Stadio Federico Crescentini                                                                      | |
| 2018 | Ла Фиорита (5) | 15 сентября 2018 | Тре Пенне | Ла Фиорита | 0-1 | Сан-Марино Фьорентино, Stadio Federico Crescentini                                                                      | |
| 2019 | Тре Фьори (5) | 14 сентября 2019 | Тре Пенне | Тре Фьори | 1-2 | Сан-Марино Аккуавива, Stadio di Acquaviva                                                                               | |
| 2020 | Не проводился из-за того, что розыгрыш Кубка Сан-Марино по футболу 2019/2020 годов был отменён из-за пандемии COVID-19. | Не проводился из-за того, что розыгрыш Кубка Сан-Марино по футболу 2019/2020 годов был отменён из-за пандемии COVID-19. | Не проводился из-за того, что розыгрыш Кубка Сан-Марино по футболу 2019/2020 годов был отменён из-за пандемии COVID-19. | Не проводился из-за того, что розыгрыш Кубка Сан-Марино по футболу 2019/2020 годов был отменён из-за пандемии COVID-19. | Не проводился из-за того, что розыгрыш Кубка Сан-Марино по футболу 2019/2020 годов был отменён из-за пандемии COVID-19. | Не проводился из-за того, что розыгрыш Кубка Сан-Марино по футболу 2019/2020 годов был отменён из-за пандемии COVID-19. | Не проводился из-за того, что розыгрыш Кубка Сан-Марино по футболу 2019/2020 годов был отменён из-за пандемии COVID-19. |
| 2021 | Ла Фиорита (6) | 11 сентября 2021 | Фольгоре/Фальчано | Ла Фиорита | 2-3 | Сан-Марино Аккуавива, Stadio di Acquaviva                                                                               | |
| 2022 | Тре Фьори (6) | 30 августа 2022 | Ла Фиорита | Тре Фьори | 1-2 (доп. вр.) | Сан-Марино Аккуавива, Stadio di Acquaviva                                                                               | |

1. ↑  Команды, принимавшие участие в турнире в качестве финалистов Кубка Сан-Марино, выделены «курсивом».

## Победители Суперкубка
Статистика обновлена до версии 2022 года.
| Команда           | Участие | Победы                             | 2-е место                                |
| ----------------- | ------- | ---------------------------------- | ---------------------------------------- |
| Ла Фиорита        | 6/7     | 1986, 1987, 2007, 2012, 2018, 2021 | 1996, 1997, 2013, 2014, 2016, 2017, 2022 |
| Тре Фьори         | 6/6     | 1991, 1993, 2010, 2011, 2019, 2022 | 1988, 1992, 1995, 1998, 2001, 2007       |
| Тре Пенне         | 4/5     | 2005, 2013, 2016, 2017             | 2000, 2010, 2012, 2018, 2019             |
| Либертас          | 4/2     | 1989, 1992, 1996, 2014             | 1987, 2006                               |
| Доманьяно         | 3/2     | 1990, 2001, 2004                   | 1989, 2009                               |
| Космос            | 3/0     | 1995, 1998, 1999                   |                                          |
| Мурата            | 3/1     | 2006, 2008, 2009                   | 2015                                     |
| Фольгоре/Фальчано | 3/2     | 1997, 2000, 2015                   | 1994, 2021                               |
| Виртус            | 1/2     | 1988                               | 2003, 2004                               |
| Фаэтано           | 1/4     | 1994                               | 1986, 1993, 1999, 2008                   |
| Кайлунго          | 1/0     | 2002                               |                                          |
| Пеннаросса        | 1/2     | 2003                               | 2002, 2005                               |
| Ювенес/Догана     | 0/1     |                                    | 2011                                     |
| Ювенес            | 0/2     |                                    | 1990, 1991                               |

1. ↑  Первая цифра — победы в матчах за Трофео Федерале/Суперкубок, вторая — поражения